# Пам'ятка садово-паркового мистецтва
Пам'ятка садово-паркового мистецтва — історико-культурна пам'ятка, що органічно включає у свій склад рослини, особливості ландшафту (пагорби, джерела води та водоспади, долини струмків чи річок, каміння, скелі, дальні пейзажні перспективи, іноді заболочені ділянки), архітектурні споруди, скульптури, квітники

## Історичні дані

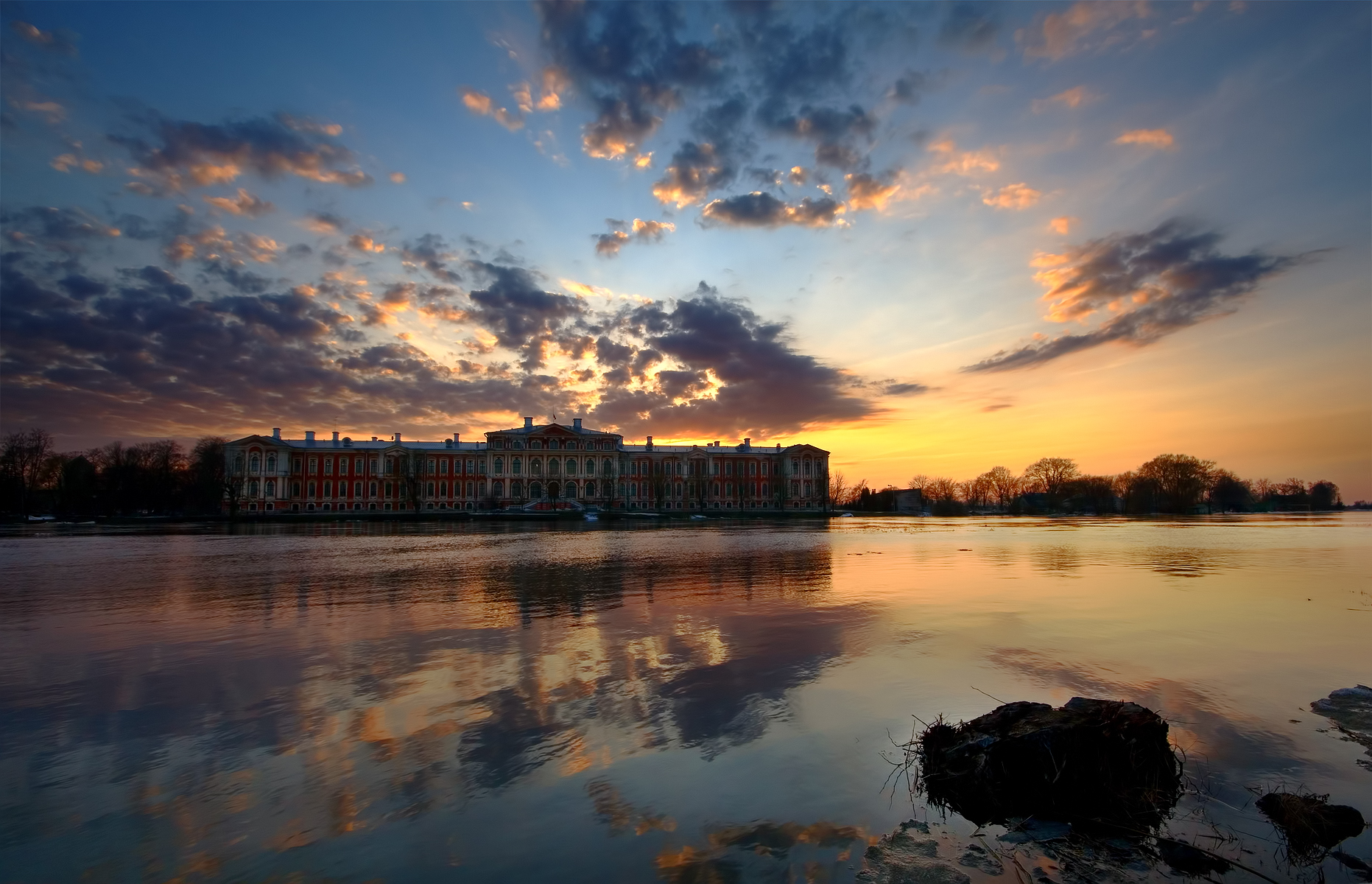
Мітавський палац і залишки саду

Садово-паркове мистецтво має давню історію. Його виникнення сягає у глиб віків і є ознакою цивілізації, окультурення природного середовища. Садово-паркове мистецтво належить до синтетичних видів мистецтв і є одним з найбільш складних і трудомістких, адже оперує водночас з неживими речами і живими істотами — рослинами.
Як кожна жива істота, парк має народження, етапи становлення, розквіт і смерть. На вигляд парку значно впливають примхи володарів, природні буревії, зміни мод, наявність догляду чи його відсутність, соціальні катастрофи. Дерева мають свій вік існування. Якщо парку пощастить і догляд відбувається протягом століть, мертві дерева заміняють аналогами.

## Сад і парк

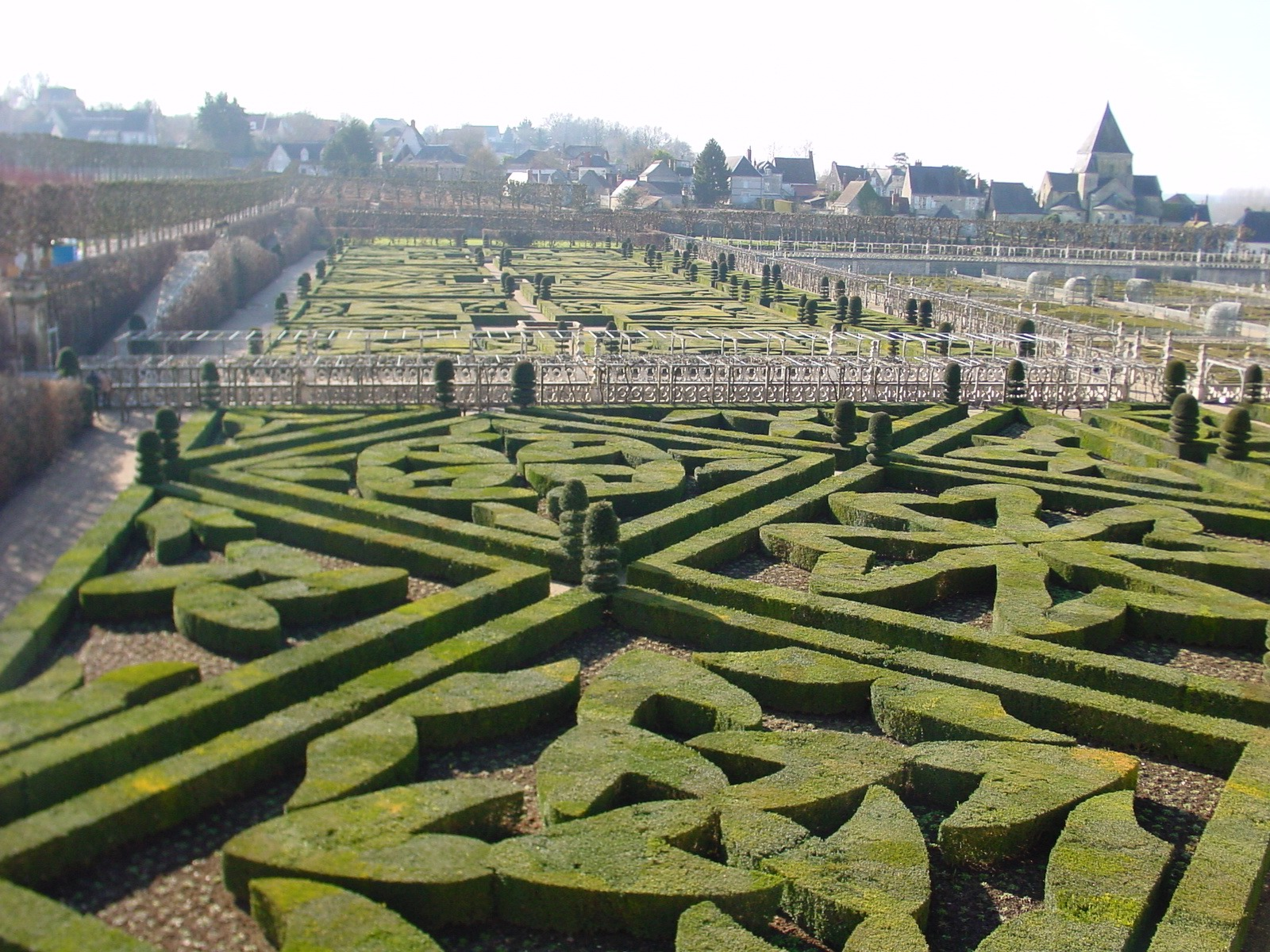
Плодовий сад та декоративний горо́д замку Віландрі, Франція. Відновлення за історичним планом.

Поняття «сад» і «парк» недалеко відійшли один від одного і часто бувають замінниками один одного. Але вони мають різні функції і досить самостійні об'єкти людської діяльності.
- Сад — переважно сільськогосподарський об'єкт для вирощування і отримання фруктів і ягід.
- Парк — переважно мистецький об'єкт з особливим розплануванням, включенням різних архітектурних споруд від малих архітектурних форм (альтанки, павільйони) до палаців, театрів, стадіонів, різних спортивних майданчиків. Частка історичних парків мала у своєму складі і ділянку плодового саду (плодовий сад та горо́д у замку Віландрі, в парку Во ле Віконт, Франція; в парках передмість Санкт-Петербургу; італійський парк 17 ст. в Підгорецькому замку, Україна, мав ділянку виноградника). В сучасних парках від цих настанов зазвичай відходять, а функції плодового саду і парку — розмежовують.

## Перехід у склад пам'яток
Сади досить швидко перейшли у склад пам'яток. В Стародавній Греції штучно створений сад швидко наблизився до статусу священого гаю. Навіть якщо сад не мав статусу священого гаю, якась споруда в ньому ставала його візитівкою і надавала статусу пам'ятки. Так вийшло з садами Академії у Афінах.
Назва йде від імені міфічного героя Академа. Той допоміг братам — близнюкам Кастору і Поллуксу — визволити з неволі царівну Європу. За легендою Академ був похований саме в цьому саду. Сад Академа обрали своєю резиденцією філософи. Саме тут гуляв і вів диспути разом з учнями і послідовниками філософ Платон (427–347 рр. до н. е.) Філософська школа навіть отримала назву періпатетиків — тобто мандруючих по саду. Школа отримала назву Академія. Навіть згадка про зниклий сад робила його пам'яткою культури, філософії, європейської античної цивілізації взагалі.

## Зміни парку Версаль

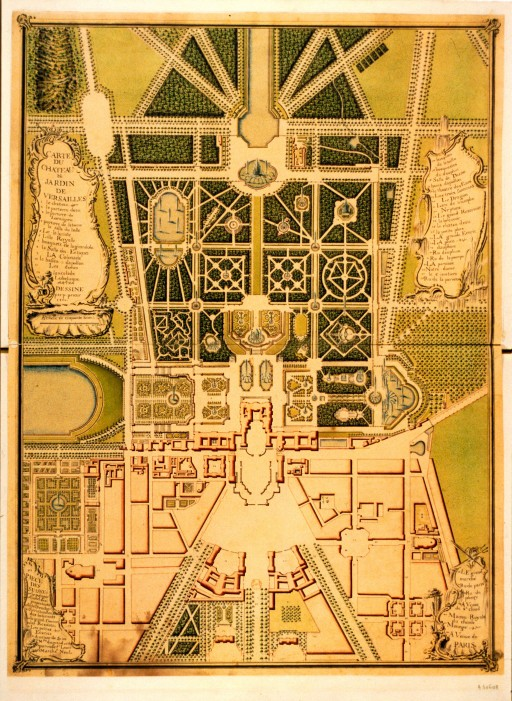
Версаль, план на середину 18 століття.

Частіше було навпаки навіть з доглянутими і відомими парками. Так, парк Версаль почав змінювати свій вигляд вже через тридцять років експлуатації. Частка дерев, висаджених нашвидкуруч, просто засохла. Надміру сильне втручання в життєдіяльність рослин, енергійне вистригання кущів і дерев, збіднення ґрунтів — не сприяло їх збереженню. Почалося скорочення ділянок саду. За припущеннями. первісна площа парку в Версалі сягала 1.700 га. Територію парку Версаль в 20 ст. обмежили в 600 га. Це скорочення території у три рази, хоча грандіозні перспективи історичного парку — збережені.
Ще більші зміни відбулися в його рослинному складі. Сухі дерева вирубали. У 18 столітті декілька первісних видів рослин просто замінили на нові і часто з інших географічних зон. Так, наприкінці 18 ст. парк Версаль отримав нові ділянки з рослинами Північної Америки, яких не було тут за часів Андре Ленотра, та й не могло тоді бути. Клен гостролистий, висаджений у парку, повів себе як в природі. Він давав пророщення 95-97 відсотків власного насіння. З'явилися нові кленові гаї, а інші дерева були просто витіснені геть.
Ще більше змін відбулося від природних буревіїв. У грудні 1999 р. над Францією лютували два урагани. Руйнації захопили територію у 70 відсотків країни. Національне бюро лісового господарства Франції зафіксувало загибель приблизно 30.000.000 дерев країни. В історичних ділянках парку Версаль було вирвано з корінням і повалено 10.000 дерев. Відновлення історичного вигляду цих ділянок розтягнеться на 100–150 років.
Не кращим був стан і в інших парках. Надзвичайне пошкодження від урагану мав і історичний Лефортовський гай у Москві на початку 20 століття. Для багатьох історичних садів і парків у СРСР прийшов кінець існування через відсутність догляду, два розпади країни у 1917 і 1991 роках, катастрофічну історію впродовж 74 років . Дикий капіталізм, доба запровадження нової ринкової економіки тільки у Донецькій області призвела до загибелі 15 парків, і це — в умовах відсутності війни.

## Гравюри з історичними краєвидами парку Версаль

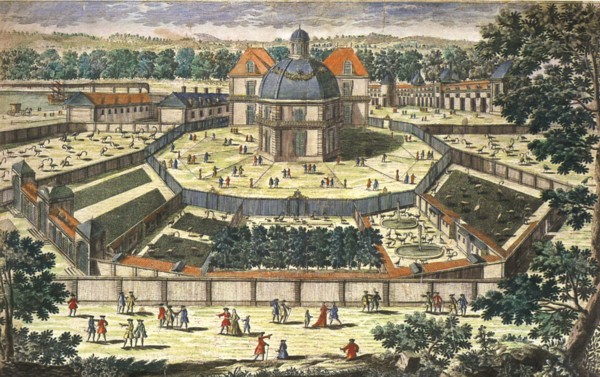
Версаль, Менажерея — приміщення для рідкісних і екзотичних птахів.
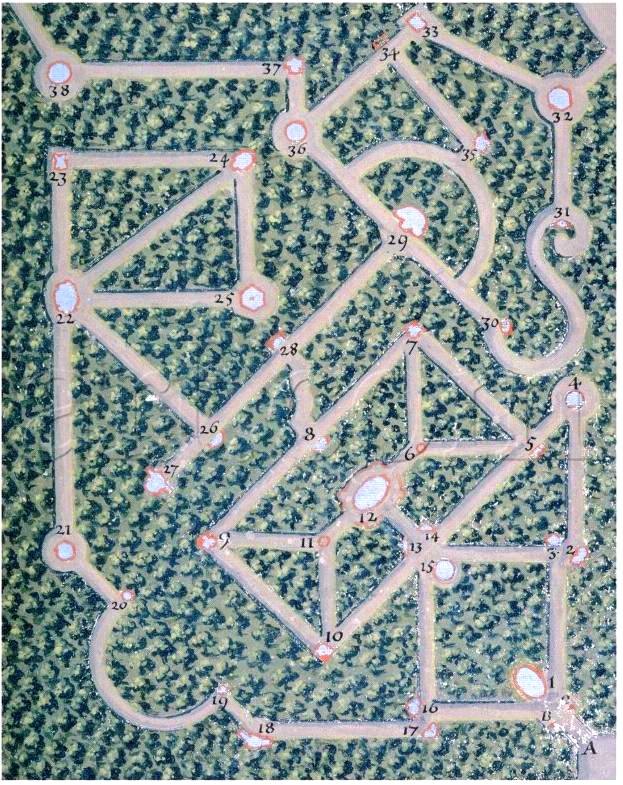
Лабіринт в парку Версаль, план.
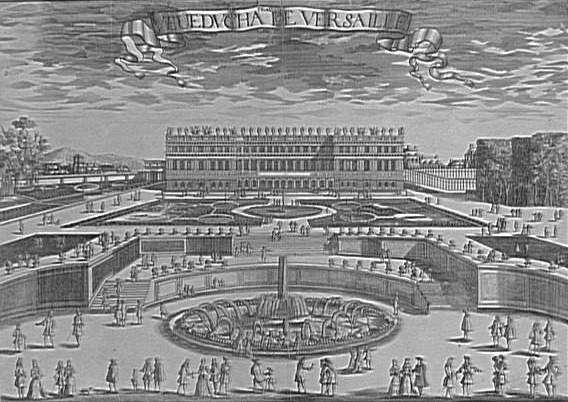
Первісний партер, 1674 рік.
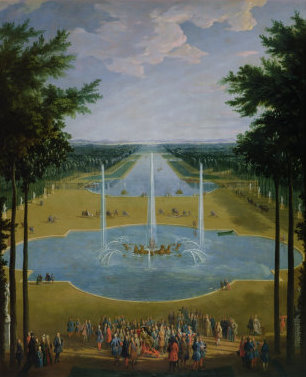
Фонтан Аполлон.

## Сади Відродження, маньєризму, бароко
Традиція створення садів як місць шляхетного дозвілля, філософських бесід, поетичних змагань, театральних вистав відродили в добу Відродження в Італії. Навіть невеликі спочатку сади отримали власне розпланування, були прикрашені невеликими фонтанами, скульптурами, лавами, галявинами. Меморіального значення на честь родини Медічі набув садок при віллі Поджо а Кайано. Для створення вілли запросили відомого архітектора Джуліано да Сагнгалло. Споруда мала характер перехідної доби і компромісно поєднувала італійську будівельну традицію з елементами давньоримської архітектури (аркада цокольного поверху, портик з трикутним фронтоном). Часто архітектор виступав і як проектант саду, і як садівник.
Меморіального характеру набув і сад Боболі, що мав декілька ділянок садів, створених у різні десятиліття. Сади Боболі стали школою для флорентійських скульпторів, де працювали Бертольдо ди Джованні, Мікеланджело Буонаротті та інші.

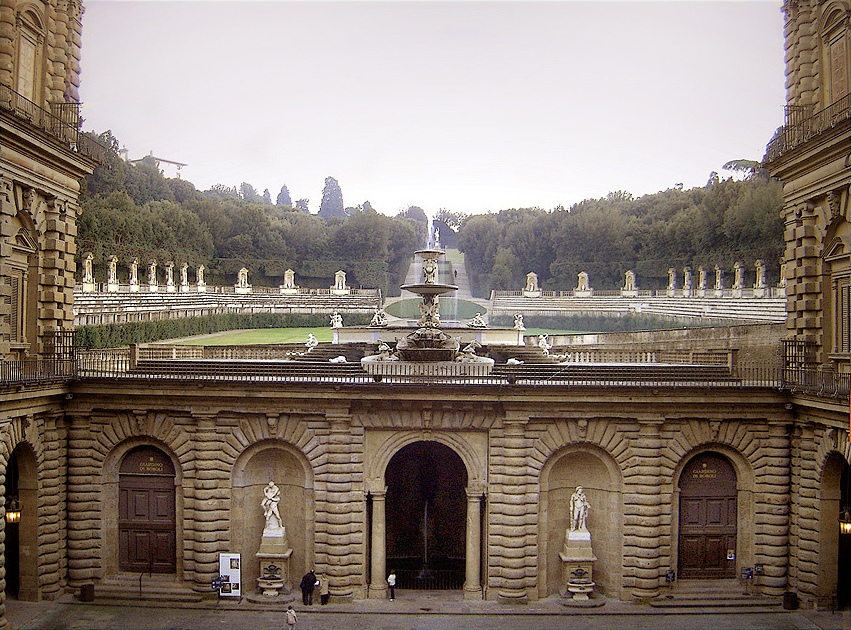
Вигляд садів Боболі від палацу, Флоренція.
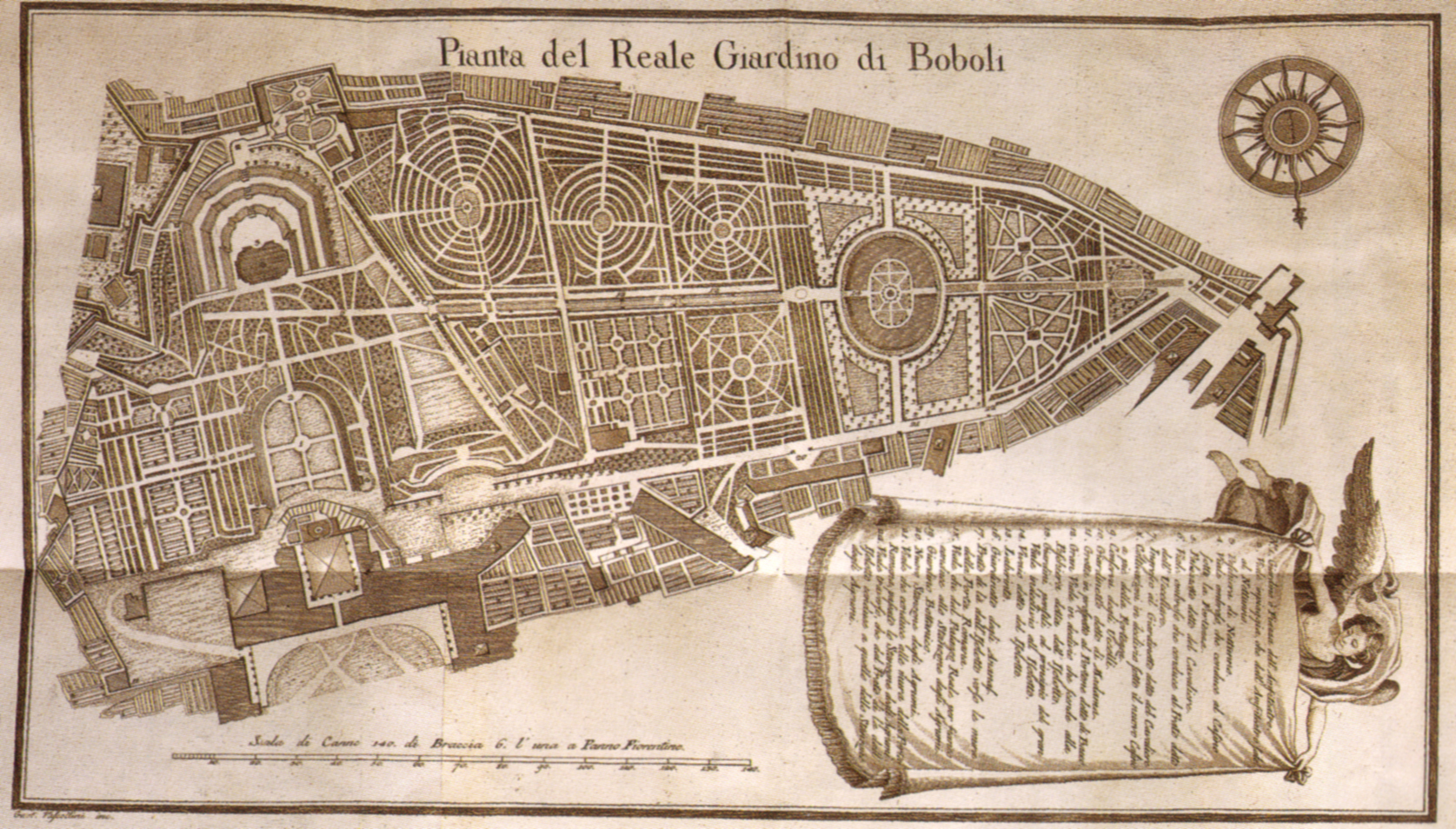
Сади боболі у 18 ст., план.
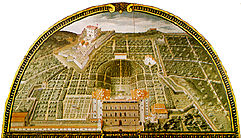
Первісне розташування палацу Пітті до перебудов і сад доби Відродження, історична частина.
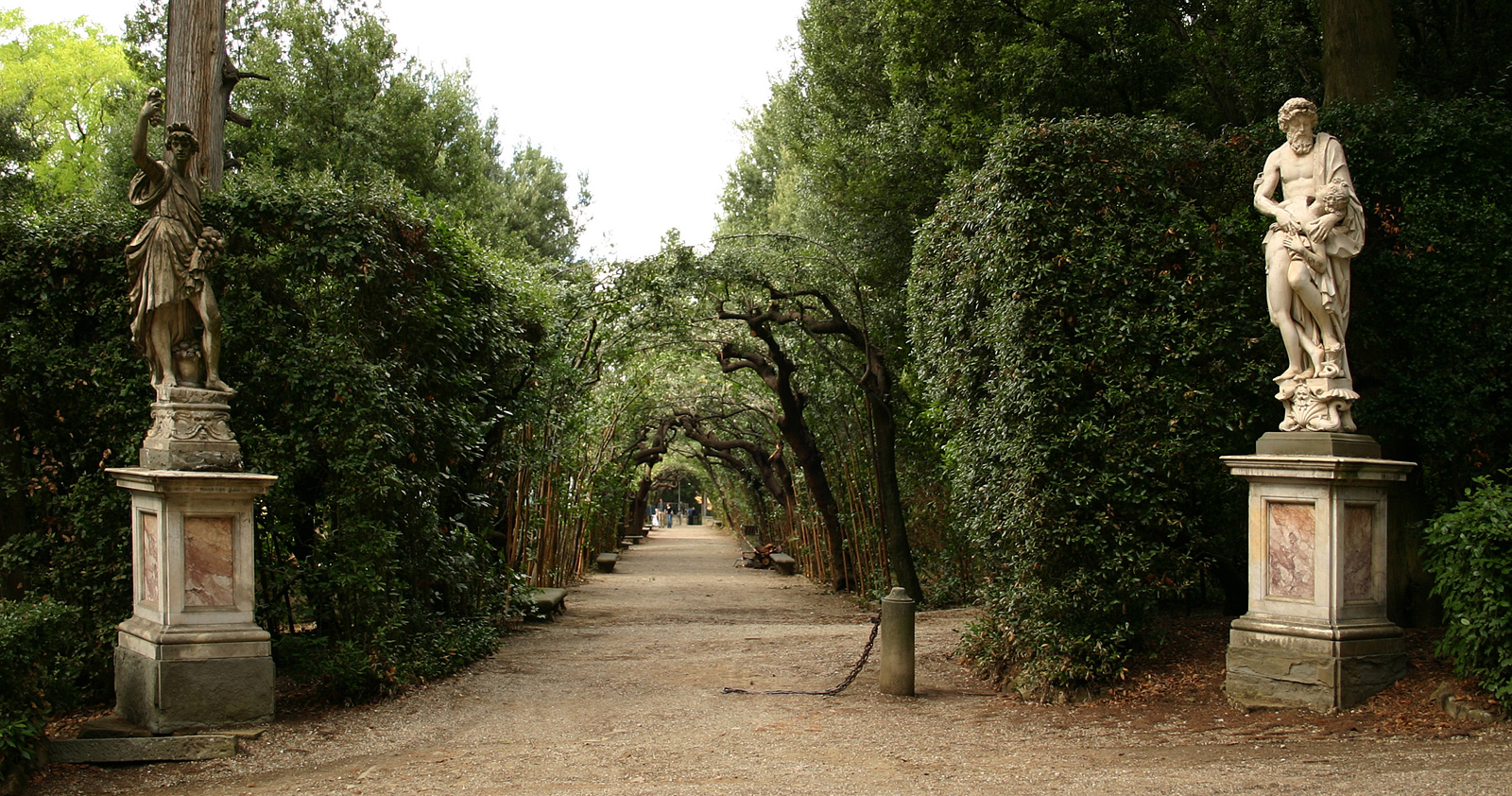
Сади Боболі, барокова ділянка.

Сади доби маньєризму 16 ст. — уславлена сторінка садівництва Західної Європи. Вони зачно розвинули садові традиції доби відродження, виробили свій тип садово-паркового ансамблю і дали перші їх величні зразки. Сади доби маньєризму надзвичайно вплинули на подальший розвиток садово-паркового мистецтва доби бароко 17-18 століть в різних куточках не тільки Європи, а й світу (сади бароко в Ісландії, сад бароко в Пекіні при палаці китайського імператора, сад бароко лікаря Бідлоо в Москві тощо). В 20 столітті в північній Італії з використанням стилістики маньєризму створений сад Ла Скарцуола (архітектор Томазо Бузи (1900–1981), Умбрія), де розвинені традиції італійського саду добарокової доби (парк Бомарцо).

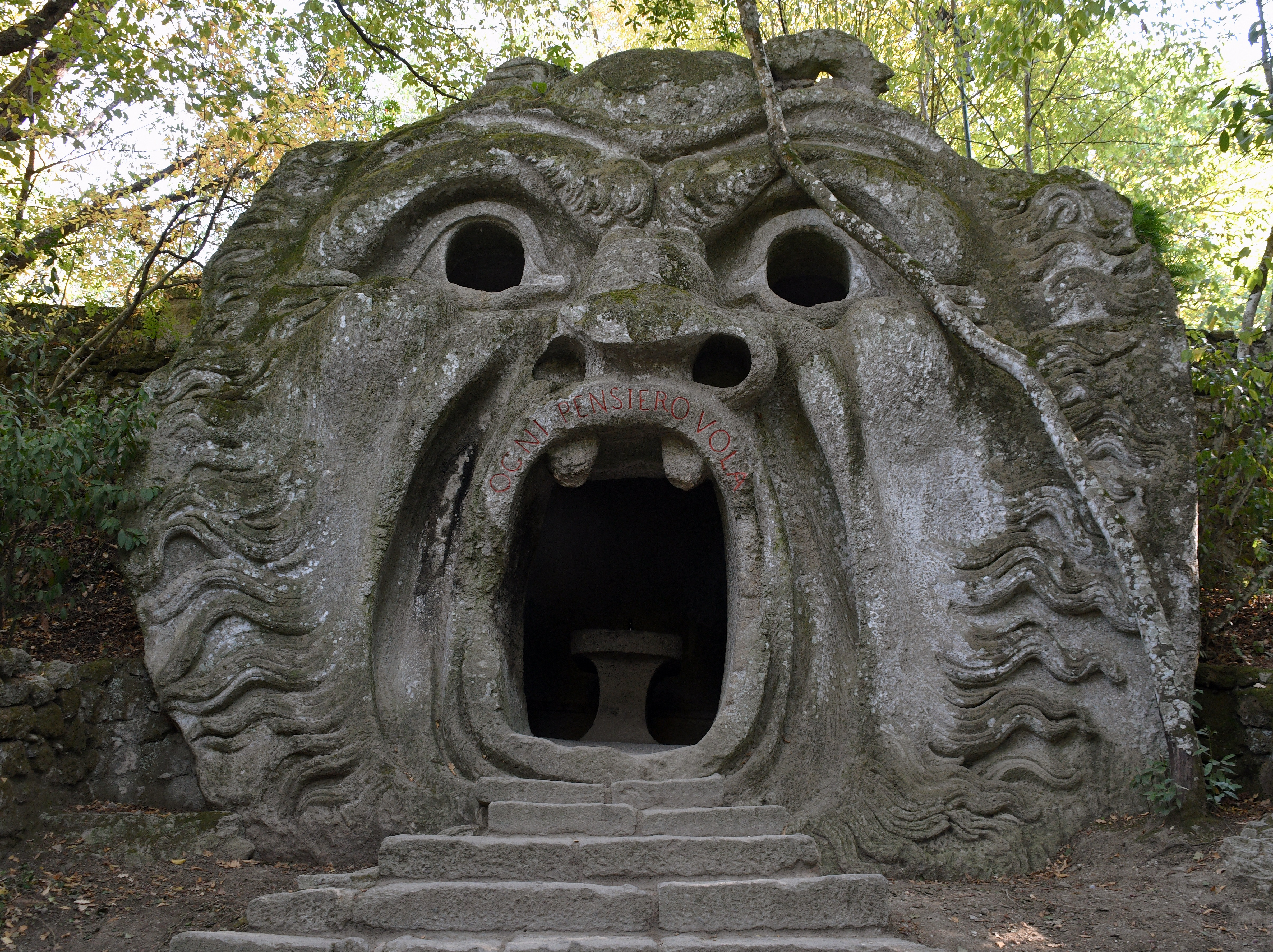
Сад доби маньєризму Бомарцо, Італія, павільйон.
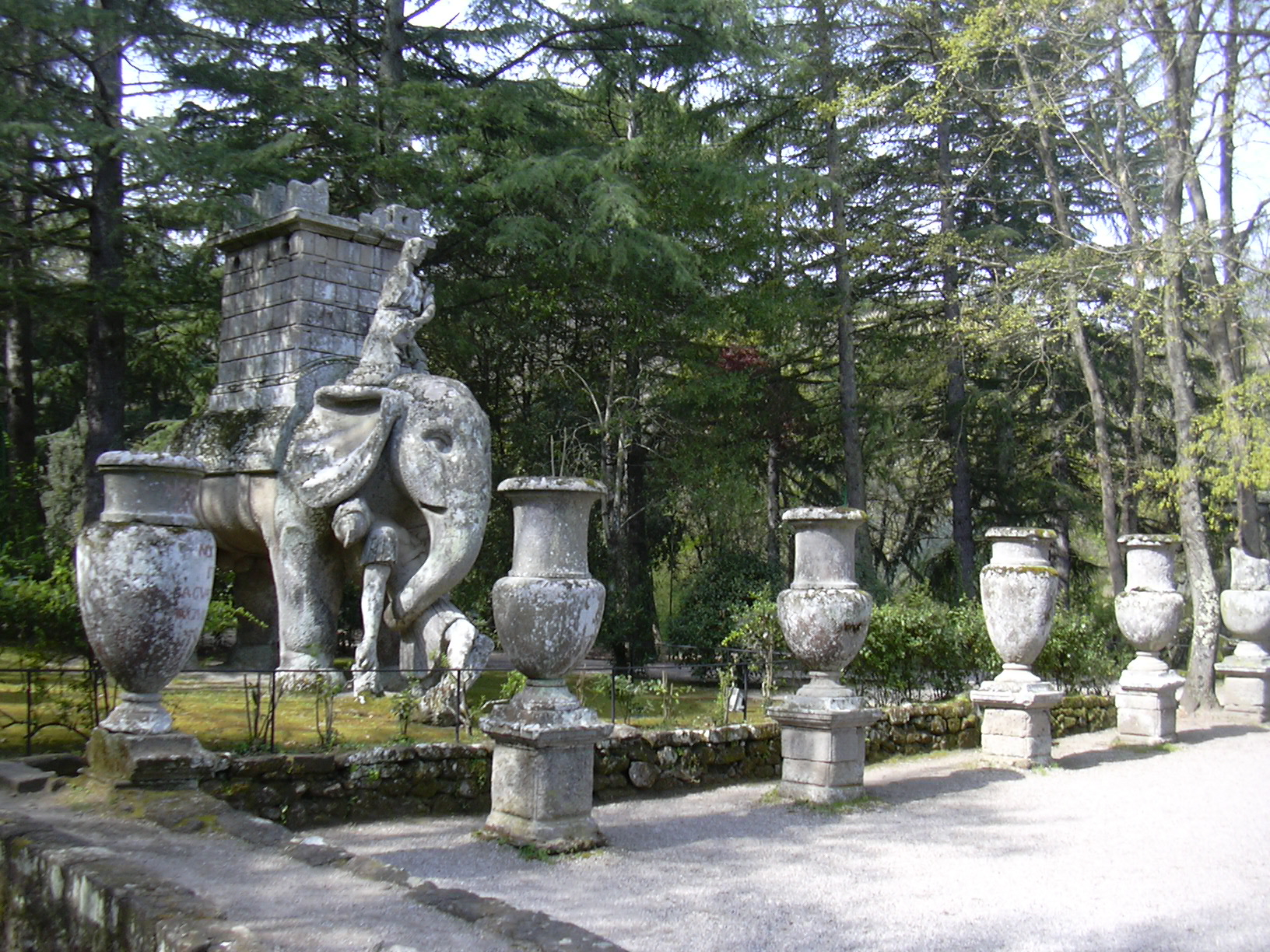
Сад Бомарцо, Слон і вази.
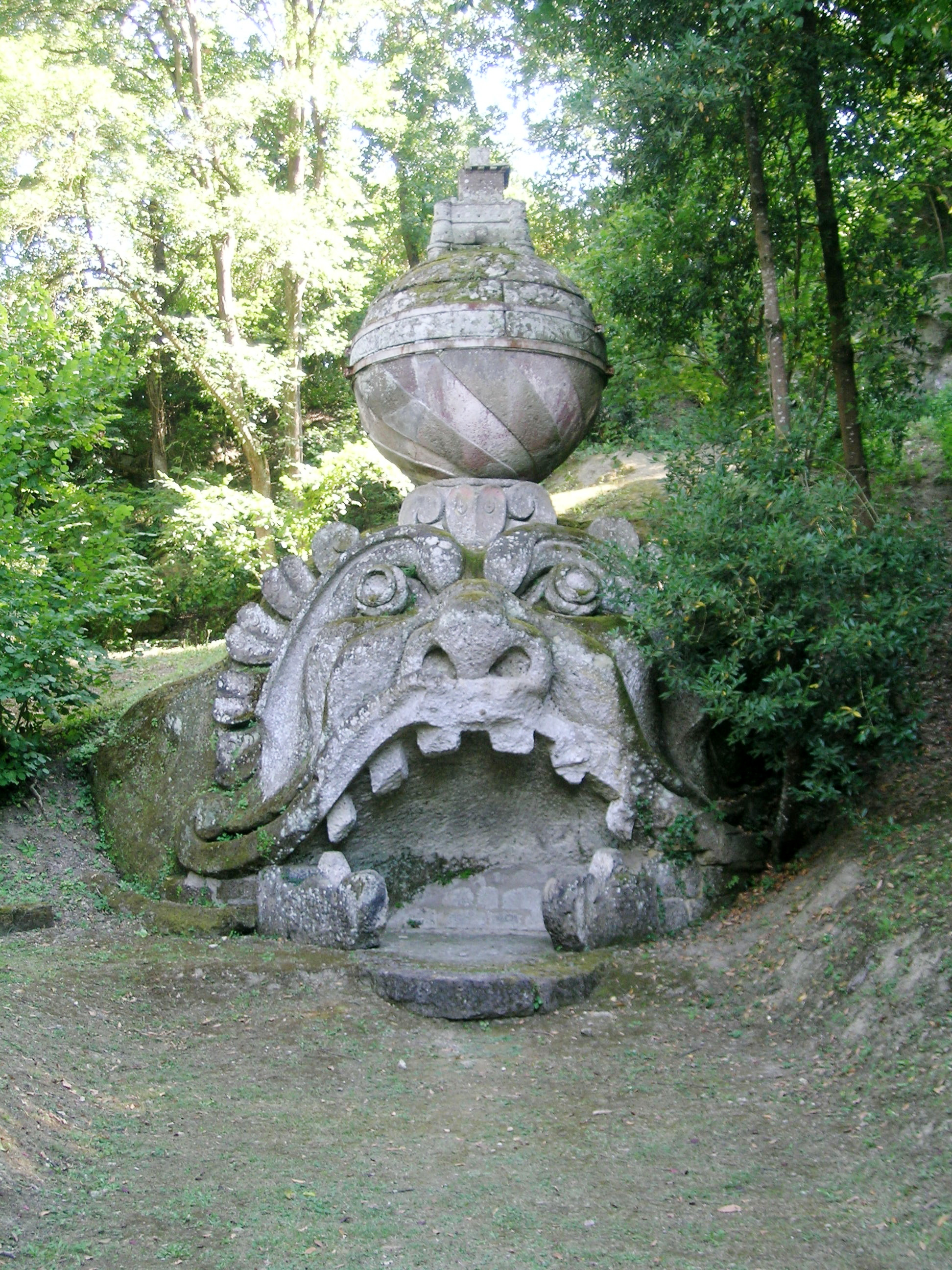
Паркова лава.
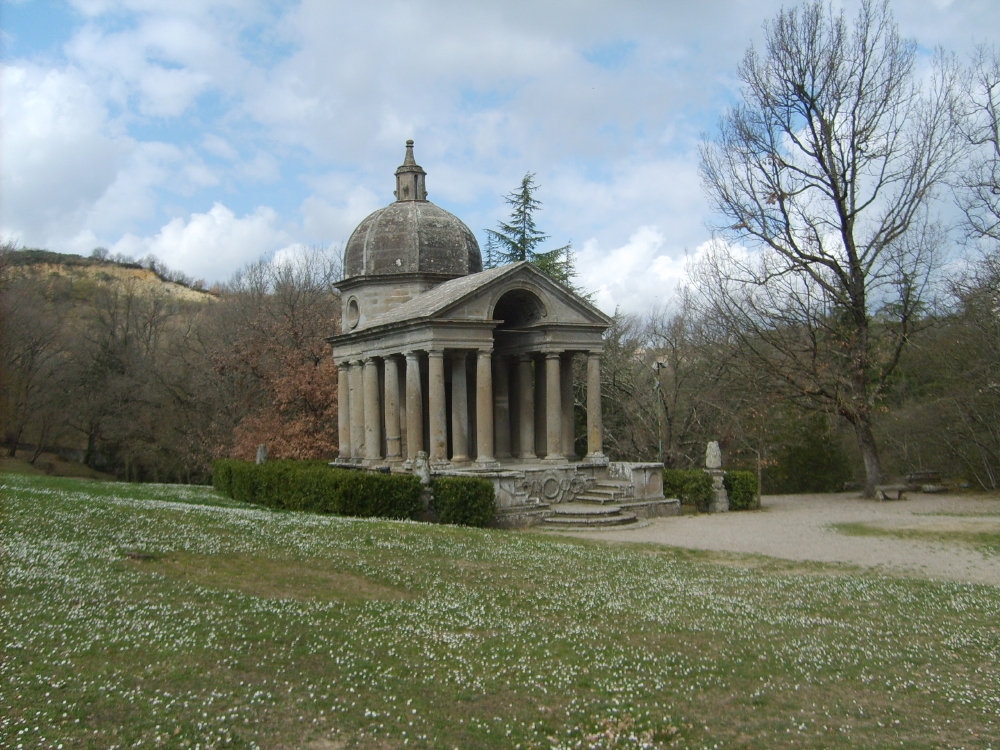
Сад Бомарцо, невеликий храм.

Як пам'ятки вельможним особам розглядалися відомі сади бароко вже у 17-18 ст. (Версаль пов'язаний з королем Луї XIV, Петергоф (палацово-парковий ансамбль) — з царем Петром І, сад у Варшаві — з міністром Генріхом Брюлем). В 19 ст. сади отримують статус історичних пам'яток, часто без прямої залежності від вельможних володарів, бо мистецька вартість деяких садів і парків отримала самостійне значення (сад Хет Лоо, Голландія, сад Лазенківського палацу,Польща, сад бароко замку Во ле Віконт, Франція, сади Несвізького замку, Білорусь) З архівів вийняли історичні плани садів, за якими розпочата їх реставрація чи відновлення первісного розпланування (квітник саду при палаці Монплезір, Петергоф, сад Рундальського палацу , Латвія).
center>

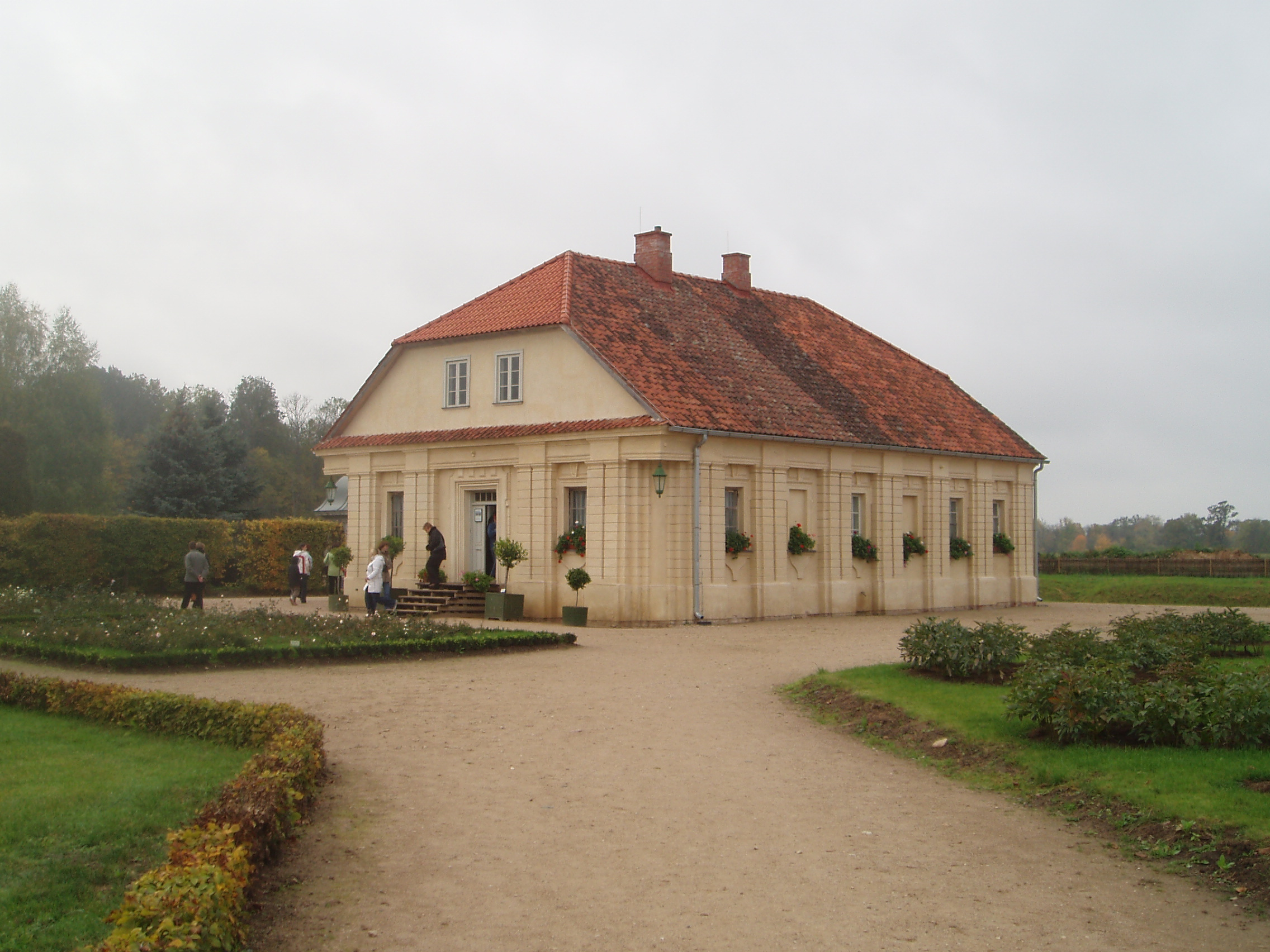
Парк Рундальського палацу, парковий павільйон.
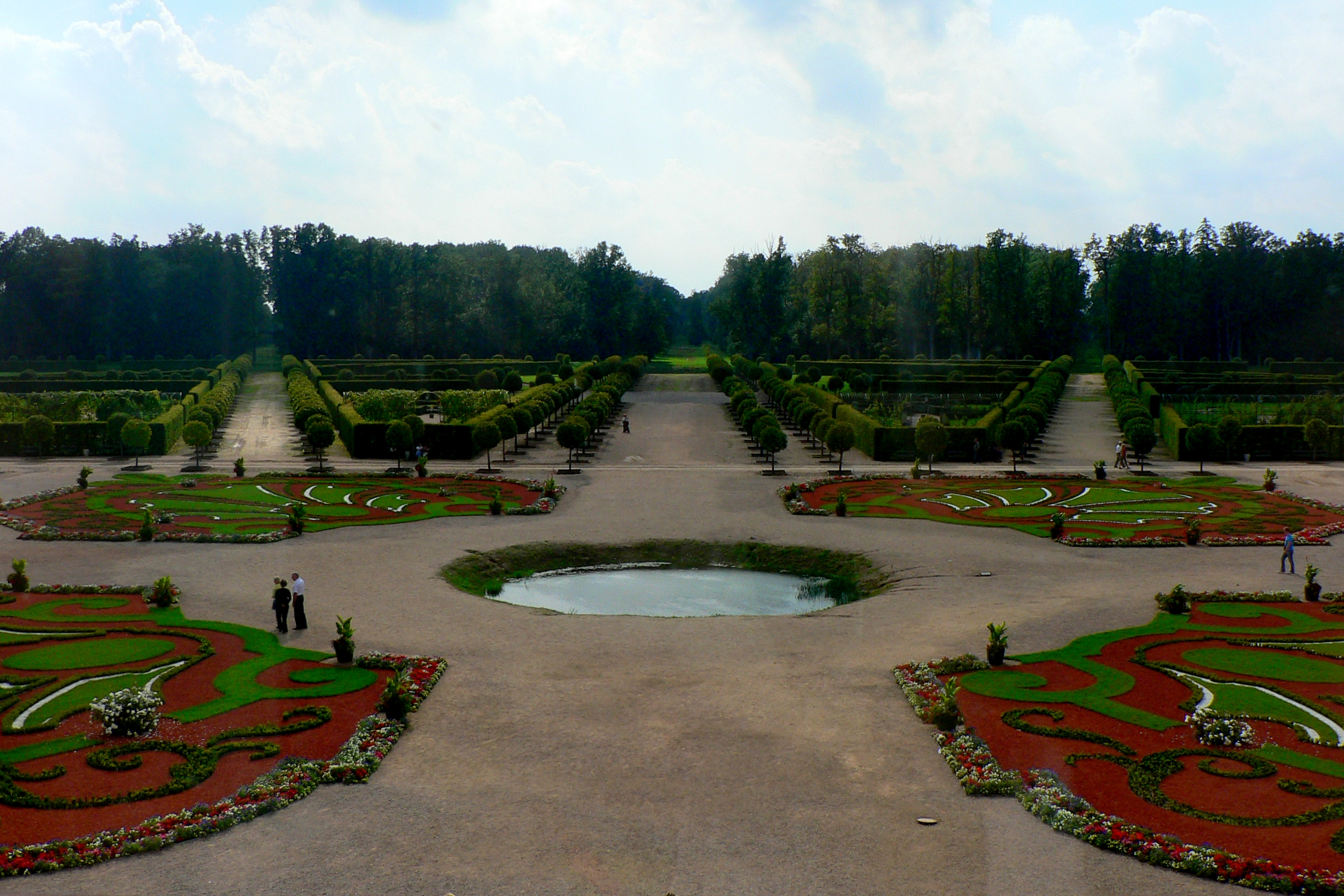
Парк Рундальського палацу, відновлення.
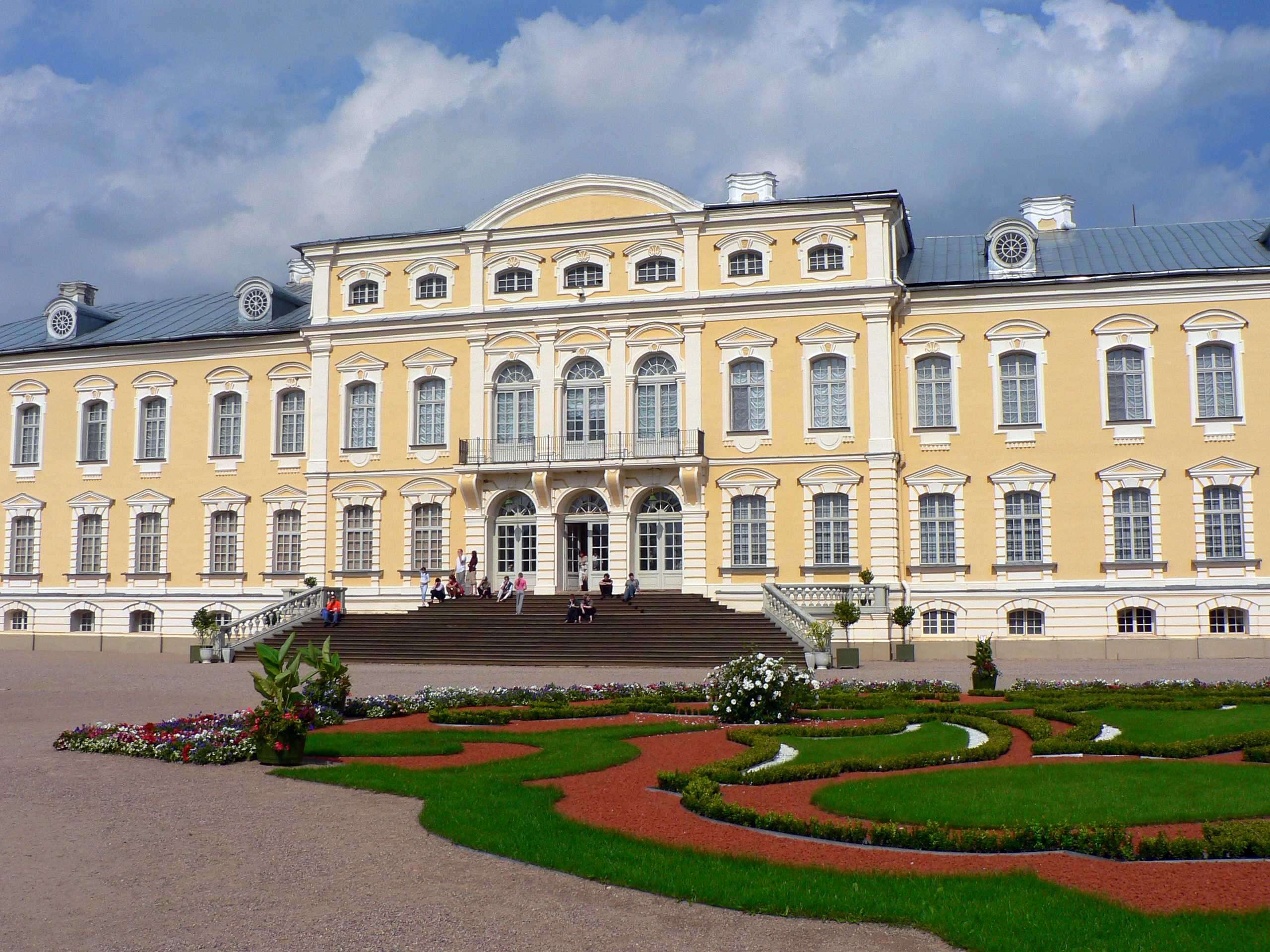
Рундальський палац, парковий фасад.
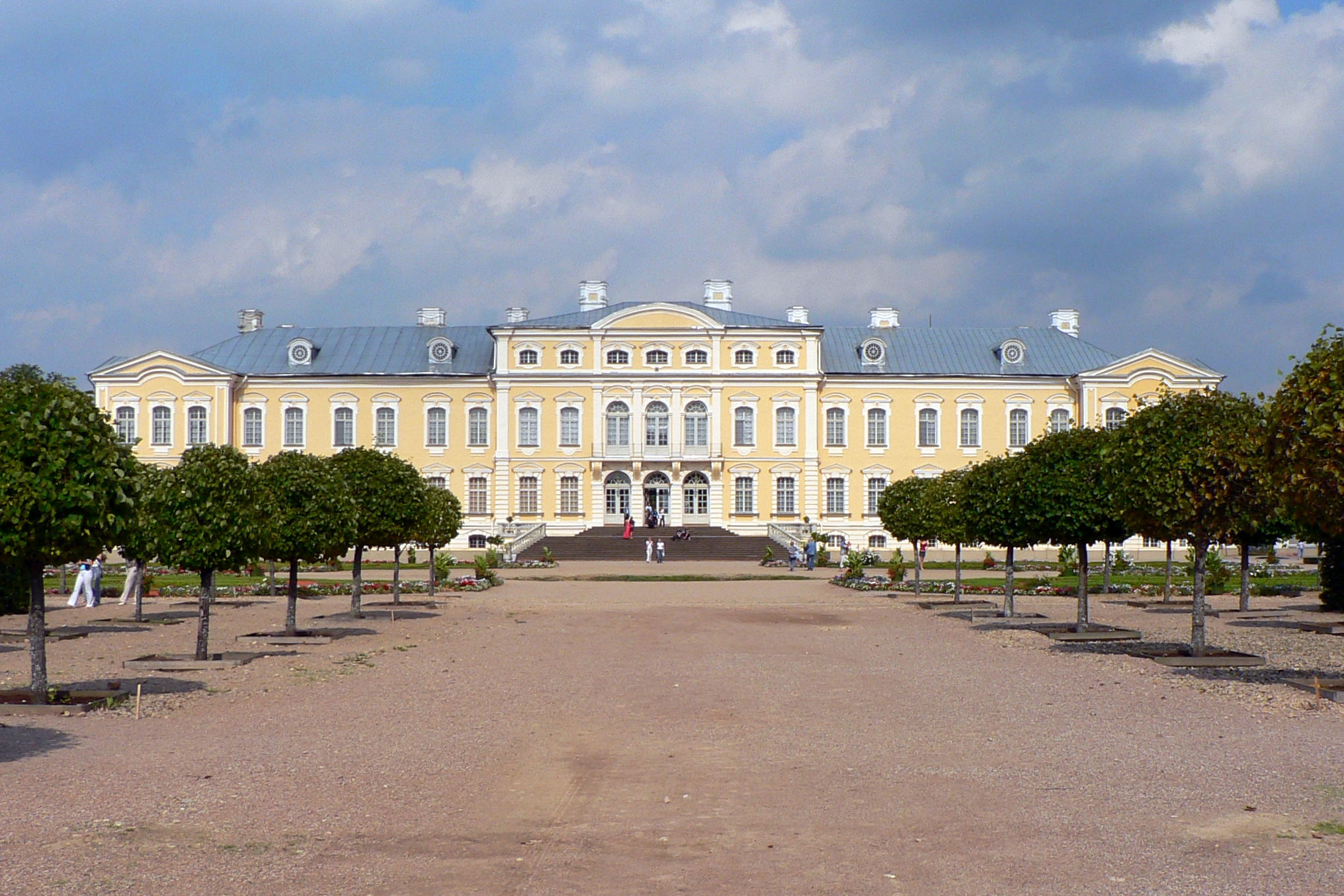
Центральна алея саду Рундальського палацу.

Усвідомлення мистецької вартості окремих садів минулого припало на добу 19 століття, ішло як відновлення садів минулого, відновлення їх до майже первісного вигляду (Хет Лоо, Во ле Віконт), так йшло і знищення унікальних садово-паркових ансамблів, серед яких:
- Сад лікаря Бідлоо в Москві
- Садибні сади ландшафтного дизайнера 18 ст. Філіпа Пермякова
- Італійський парк (Підгірці)
- Замковий сад (Жовква)
- Сад при палаці Мезон Лаффіт, Франція
- Сад Ружанського палацу, Білорусь та низка інших.

## Реставрації розкопаних садів міста Помпеї

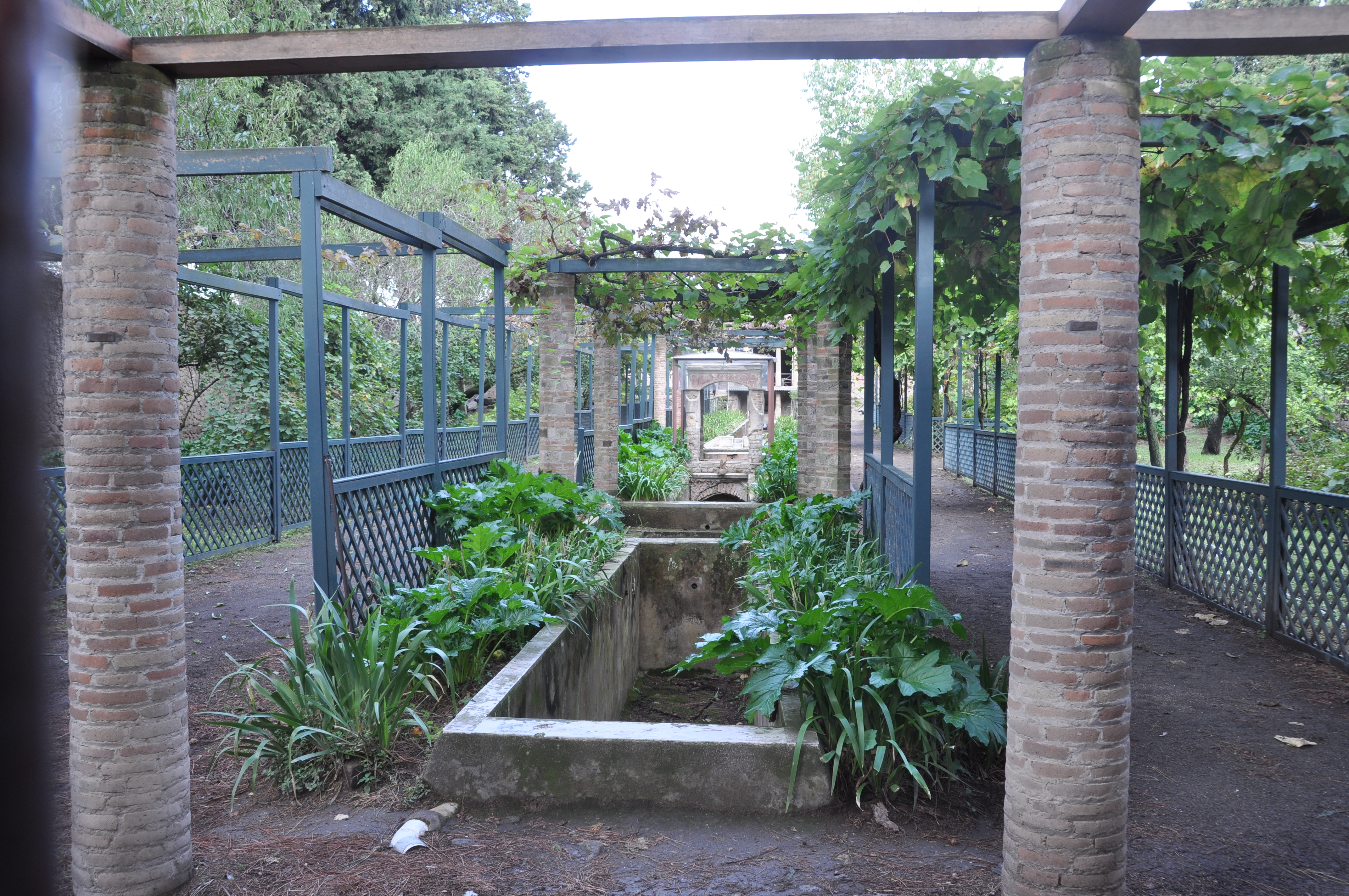
Помпеї, будинок Октавія, відновлена частина саду

В 20 ст. прийшли до можливості відтворення давно зниклих садів Помпей. Засипані вулканічним попелом рослини садів і мертві істоти при віллах створювали порожнини. Італійські дослідники дійшли висновку, що можна заповнити ці порожнини рідким гіпсом. Дослідження отриманих зліпків дали зразки коренів рослин, що використовувались в садах загиблого міста Помпеї. За типом коренів розпізнали рослини. При консервації та частковому відновленні вілл і садів у Помпеях ділянки колишніх садів відновлені сучасними рослинами, якщо їх аналоги віднайдені в сучасності.

## Парк в Асканії Новій
Парк був закладений у 1885–1887 роках. Його композиції створив пейзажист дю Френ. Умови існування для більшості дерев у степу на півдні України були і залишаються екстремальними (діапазон температур впродовж року сягає 70 °C. Взимку трапляються морози у — −32.) Територія штучно створеного парку дорівнює 25 га. Через посушливо-спеповий клімат — пейзажний парк поливний, створено і декілька штучних ставків. Головні породи в парку — дуб, акація, тополя, яловець, сосна кримська, верба, в тому числі і вавилонська. Екзотичні рослини часто гинуть через морози взимку і посухи літом, тому заміняються.
Парк увійшов у державний заповідник, де також діброва, лісостеп, степові неорані ділянки, розплідники, експериментальні ділянки тощо. Парк не існує сам по собі. Для відвідин створена відповідна експозиційна зона — з галявинами, ставками, рослинами, що акліматизовані ще в старому ботанічному саду, створені і спортивні майданчики. Створені тут і штучні пагорби, верхівки яких слугують пунктами спостережень за краєвидами, тваринами заповідника, його птахами. А доступ у неораний степ — лише для науковців.

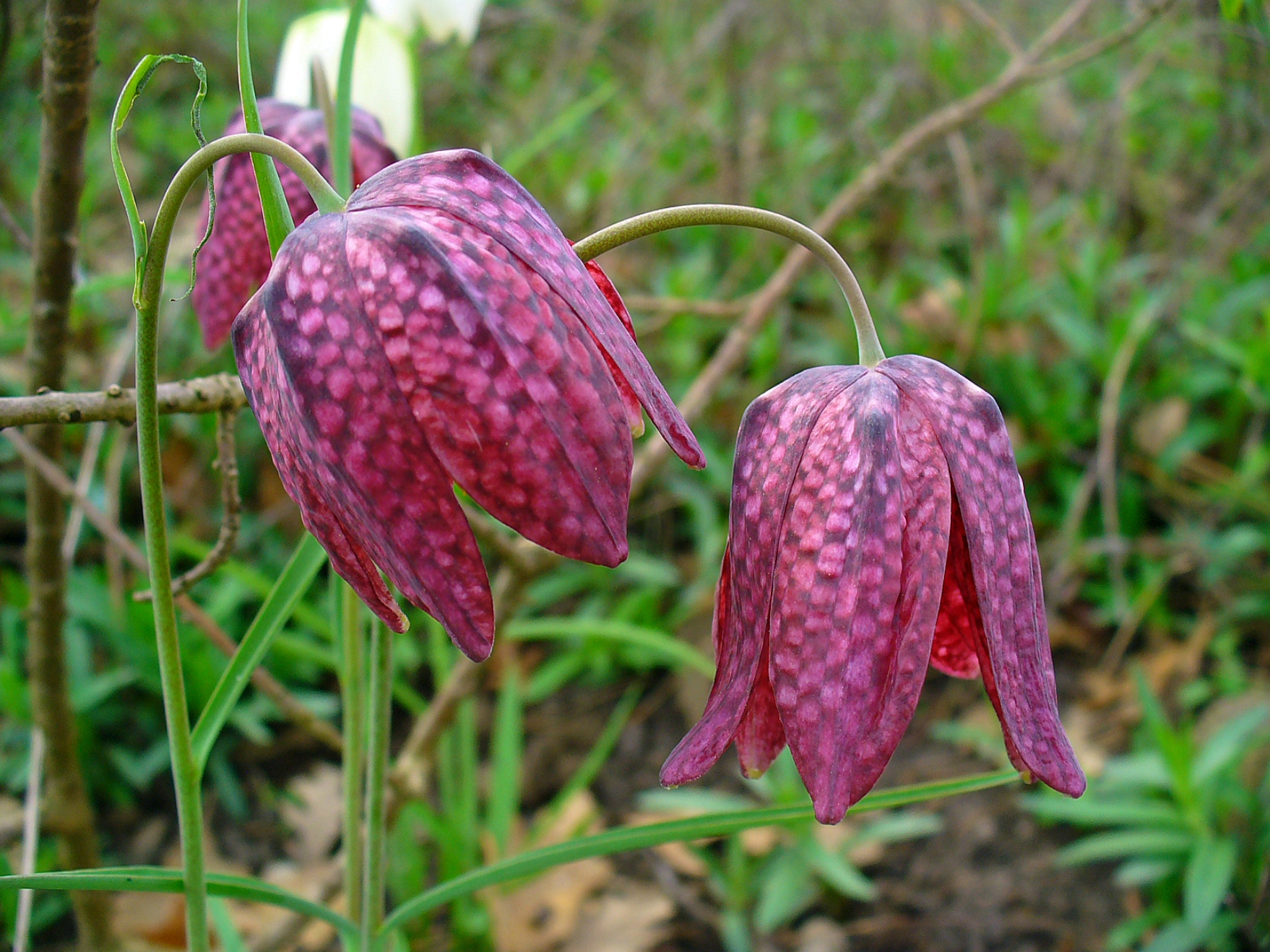
Рябчик великий, або шаховий.
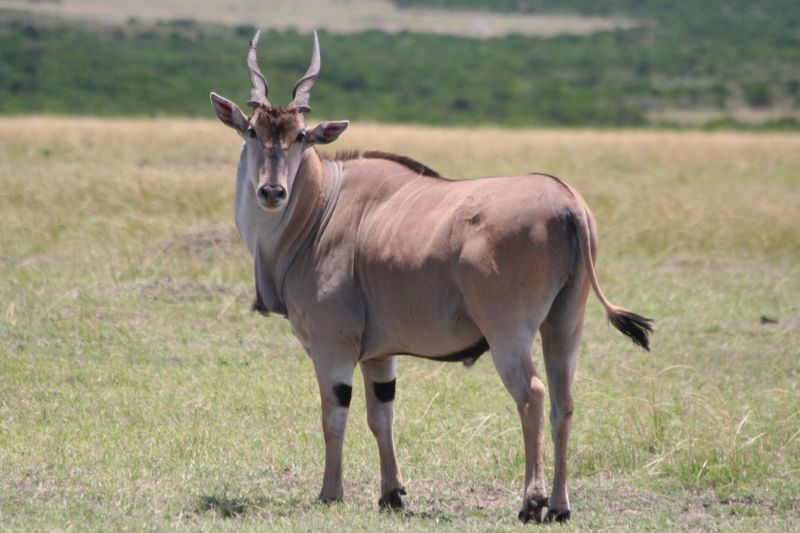
Антилопа канна в Асканії Новій.
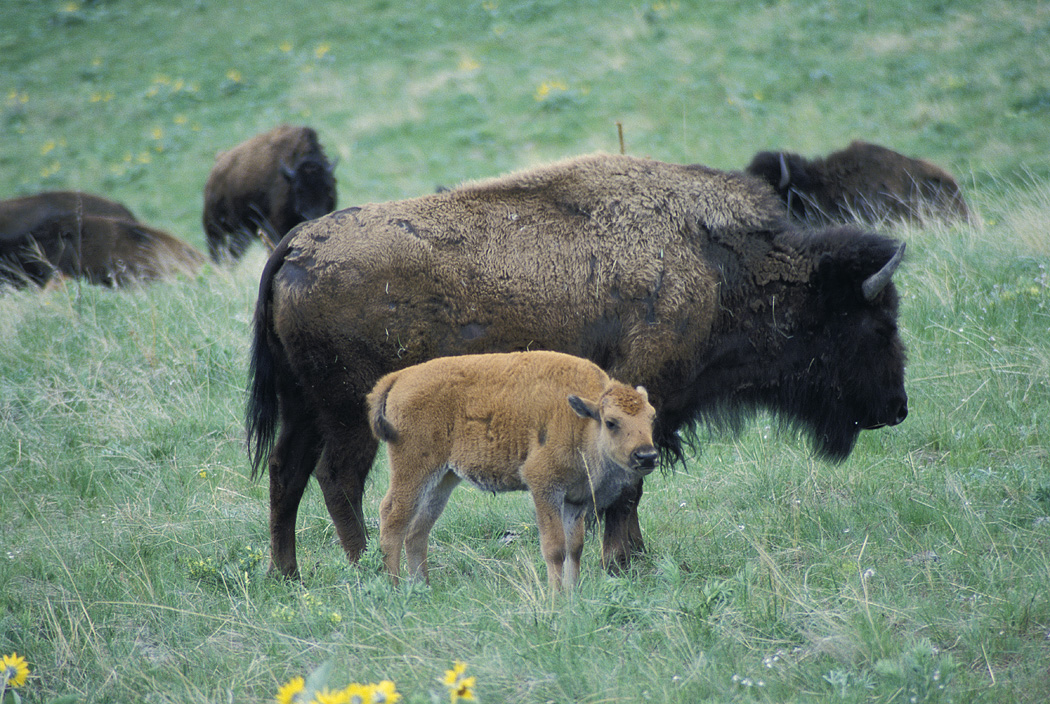
Американський бізон і теля в степовій зоні заповідника.

## Консервація в історичних парках-пам'ятках
Консервація — перший етап відновлювальних робіт у парках. Йде догляд за його станом, збереження існуючої просторово-розпланувальної композиції і її частин, ремонт і відновлення збережених архітектурних споруд, санітарні вирубки і лікування рослинних хвороб, дотримуються охоронний режим і запобігання подальших небажаних змін історичного вигляду парку.